# 비파엽
비파엽(枇杷葉)은 비파나무의 잎이다. 장미과의 비파나무의 잎을 달인 액체(중국의 약재)를 말하기도 한다. 다른 이름으로 무우선, 파엽, 노귤 등이 있다.

## 효능
이 약은 냄새가 거의 없고 맛은 조금 쓰며 성질은 약간 차다.(苦微寒) 비파엽은 폐열로 인한 해수, 가래가 황색으로 끈끈하며 입 안이 쓰고 마를 때, 또한 인후가 건조한 증상에 사용한다. 또한, 위열을 내려 구토에 사용한다. 
폐열로 기침이 나고 숨이 찬데(만성 기관지염), 위열을 토하거나 딸꾹질을 하는 데(소갈병(消渴病-갈증을없애는병))등에 쓴다. 또한, 여성이 출산 후 입이 마르는 증상(구갈)을 치료한다. 끓여서 즙으로 마실 수도 있고 도홍경은 만일 가열하여 끓일 수 없을 경우에는 입에 넣고 씹어서 즙을 삼키는 것만으로도 치료할 수 있다고 하였다.
비파의 경우 폐열로 인한 해수에 쓰고, 토혈, 코피를 그치게 하며, 변조 증상과 갈증을 풀어준다. 꽃인 비파화는 감기로 인한  해수에 사용하며 비파핵은 해수의 진해, 거담(가래 제거) 효과를 나타내고, 간기능을 보호한다. 약리작용으로 진해,거담 작용(가래 제거), 요충을 죽이는 효과가 보고되었다.

## 생김새
생김새는 긴 원모양이나 거꾸로 된 둥근모양으고 끝은 뾰족하고 잎 가장자리는 거친 톱니가 있다. 표면은 윗면은 녹색 또는 녹갈색이고 광택이 있다. 아랫면은 색이 엷고 어두운 갈색의 털이 조금 남아있고, 잎의 맥부분은 엷은 황갈색을 나타내며 돌출되어 있다. 윗면이 녹색 광택이 있고 건조가 잘 되어 있으며 뒷면에 털이 제거된 것이 좋다.